# Barbora Miklová
Barbora Miklová (* 29. März 1998) ist eine tschechische Tennisspielerin.

## Karriere
Miklová begann mit sechs Jahren das Tennisspielen und bevorzugt Hartplätze. Sie spielt bislang vor allem Turnier der ITF Women’s World Tennis Tour, wo sie bislang einen Titel im Doppel gewinnen konnte.
2016 erhielt sie eine Wildcard für das Hauptfeld des mit 50.000 US-Dollar dotierten ITS Cup, wo sie in der ersten Runde Fanny Stollár mit 2:6 und 1:6 unterlag.
2019 stand sie im Juni im Finale des mit 15.000 US-Dollar dotierten ITF-Turniers in Banja Luka, wo sie mit 3:6 und 3:6 gegen Mira Antonitsch verlor. Im August erreichte sie bei den mit 25.000 US-Dollar dotierten Leipzig Open mit Siegen über Marie Benoît und Anastasia Dețiuc das Viertelfinale, wo sie dann Jule Niemeier mit 4:6 und 2:6 unterlag.
2020 schied sie bei den AK Ladies Open bereits in der ersten Runde gegen Arlinda Rushiti mit 5:7 und 6:74 aus.
2021 erhielt sie eine Wildcard für die Qualifikation zum Hauptfeld im Damendoppel der Livesport Prague Open, wo sie aber bereits in der ersten Runde gegen Naiktha Bains nach 1:6 im ersten Satz verletzungsbedingt aufgeben musste.

## Turniersiege

### Doppel
| Nr. | Datum            | Turnier            | Kategorie   | Belag           | Partnerin          | Finalgegnerinnen                  | Ergebnis |
| --- | ---------------- | ------------------ | ----------- | --------------- | ------------------ | --------------------------------- | -------- |
| 1.  | 9. Dezember 2018 | Jablonec nad Nisou | ITF $15.000 | Teppich (Halle) | Karolína Beránková | Karolína Kubáňová Nikola Tomanová | 7:5, 6:4 |